# Actinocephalus denudatus
Actinocephalus denudatus là một loài thực vật có hoa trong họ Cỏ dùi trống. Loài này được (Körn.) Sano mô tả khoa học đầu tiên năm 2004.